# Herzwurm
Der Herzwurm (Dirofilaria immitis), ein Fadenwurm aus der Überfamilie der Filarien, ist der Erreger der Herzwurmerkrankung des Hundes. Der Wurm ist obligat zweiwirtig. Stechmücken übertragen die infektiösen Drittlarven. Daraus entwickeln sich im Herzen des Hundes die ca. 1 mm dicken und ca. 20–30 cm langen, erwachsenen Herzwürmer.

## Verbreitung
Die Herzwurmerkrankung kommt überall dort vor, wo ihr Vektor verbreitet ist, vor allem in den Tropen, den Subtropen und den wärmeren Regionen der gemäßigten Zone. In Europa sind die Inseln des Kanarischen Archipels, Südfrankreich, Spanien, sowie die italienische Poebene besonders stark betroffen. Erkrankungen im Mittelmeerraum sind seit 1885 dokumentiert. In Nordamerika sind insbesondere die Südstaaten entlang der Atlantik- und Golfküste der Vereinigten Staaten betroffen. Auch in Mittel-, Südamerika, im gesamten Süden Asiens, in Australien und in Afrika kommt der Parasit vor.
Obwohl es sich hauptsächlich um eine Hundekrankheit handelt, kann dieser Parasit auch Katzen, Frettchen, Füchse, Kojoten, Wölfe, Dingos, Wale, Hundsrobben, Seelöwen und Menschen befallen.
Beim Menschen sind bislang 1700 Infektionen nachgewiesen worden. In Italien wurden von 1885 bis 2000 298 Fälle dokumentiert.

## Morphologie
Die männlichen Tiere sind 120–180 mm lang und 700–900 μm breit, die weiblichen Tiere 250–300 mm lang und 1000–1300 μm breit. Die Mikrofilarien haben eine Länge von 290–330 und eine Breite von 5–7 μm. Die Vulva des Weibchens befindet sich etwa 2700 μm vom Kopfende, der Anus 150 μm vom Schwanzende entfernt. Die Cuticula ist bei beiden Geschlechtern glatt, Ausnahmen bilden der Kopf, wo sechs Papillen sind, und beim männlichen Tier die Bauchseite des Schwanzbereichs, die Längsrillen hat.

## Lebenszyklus

Lebenszyklus des Herzwurms

Stechmücken nehmen mit dem Blut befallener Tiere infektiöse Larven (Mikrofilarien) auf. In der Stechmücke entwickeln sie sich zu den Drittlarven, die beim Saugakt auf einen anderen Hund übertragen werden. In der Unterhaut des neuen Wirts häuten sie sich zu den Viertlarven, die in den Blutkreislauf einwandern und sich vor allem in der Lungenarterie ansiedeln. Bei starkem Befall können sie sich bis in die rechte Herzhälfte oder sogar bis in die Hohlvenen ausbreiten. Dort entwickeln sich die Larven zu erwachsenen Würmern (Makrofilarien). Diese produzieren wieder neue Larven (Mikrofilarien) die im Blutstrom schwimmen.
Makrofilarien sind zweigeschlechtlich, d. h. die weiblichen Parasiten gebären die Larven, die sich erst in der Stechmücke zu den für den Hund infektiösen Drittlarven entwickeln können. Demnach ist die Anzahl der Makrofilarien abhängig von der Anzahl der übertragenen Drittlarven beim Saugakt der Stechmücke.